# 塔尔施泰特
塔尔施泰特（德語：Taarstedt）是德国石勒苏益格－荷尔斯泰因州的一个市镇。总面积13.69平方公里，总人口876人，其中男性457人，女性419人（2011年12月31日），人口密度64人/平方公里。